# 孙桂芬
孙桂芬（1942年8月—），女，汉族，籍貫台湾新竹，中华人民共和国政治人物，台湾民主自治同盟中央委员会原常务委员，中共十五大代表，第九、十届全国政协委员。